# Francisco García Huidobro
Francisco García y Huidobro, I Marqués de Casa Real (Quecedo, c. 1697-Santiago de Nueva Extremadura, 23 de octubre de 1773) fue un comerciante y aristócrata español radicado en el Reino de Chile.
Es principalmente conocido por ser el fundador de la Real Casa de Moneda. Tronco de la familia García-Huidobro, es trastatarabuelo del famoso poeta creacionista Vicente Huidobro.

## Biografía
Francisco García de Huidobro nació en el pueblo de Quecedo en Burgos, Corona de Castilla, en 1697. Era hijo de Pedro Manuel García Zorrilla y Francisca Antonia Alonso de Huidobro. Por los años de 1726 y 1737, perteneció a uno de los dos mercaderes del siglo que compraban esclavos en Buenos Aires y revendía en Chile y Perú. Tal negocio le permitió reunir una gran fortuna.

## Primera Casa de Moneda
Estando en España, fue contactado por Tomás de Azúa e Iturgoyen, primer Rector de la Real Universidad de San Felipe, con el propósito de ofrecerle crear la Primera Casa de Moneda de Chile, gestión que debería realizar con sus propios recursos, a cambio de lo cual, quedaría como concesionario de la misma. García Huidobro aceptó, e instaló dicho organismo en una propiedad en la esquina de Huérfanos con Morandé. El 1 de octubre de 1743, el rey de España, Felipe V, dicta la Real Cédula que crea la Casa de Moneda de Santiago, otorgándole a García Huidobro el título de Tesorero Perpetuo, facultándolo para usufructuar de las utilidades de la misma. García Huidobro, por su parte, debería costear los gastos de instalación y el pago de las remuneraciones a los funcionarios. En 1770, el rey Carlos III incorporó la Casa de Moneda al patrimonio real.
A partir de 1783, a instancias de Mateo de Toro-Zambrano, la Casa de Moneda se emplazó en la calle Moneda, entre Morandé y Teatinos, en un edificio diseñado por el arquitecto italiano Joaquín Toesca, que es el actual Palacio de Gobierno.
Como compensación por su obra, Francisco García Huidobro fue hecho Marqués de Casa Real.

## Matrimonio y descendencia
Francisco García Huidobro casó en la Parroquia El Sagrario el 15 de marzo de 1737 con Francisca Javiera de la Morandé, hija de Juan Francisco Briand de la Morigandais y Juana del Solar. Tuvo los siguientes hijos:
1. José Ignacio García-Huidobro Morandé, ii marqués.
2. Manuel García-Huidobro Morandé, corregidor de Aconcagua.
3. Juan Enrique García-Huidobro Morandé (b. 1749).
4. María Luisa Josefa García-Huidobro Morandé (b. 1750).
5. Vicente Egidio García-Huidobro Morandé (b. 1751), iii marqués.
6. Pedro Rafael García-Huidobro Morandé (b. 1752).
7. Francisco de Borja García-Huidobro Morandé (b. 1756).
8. María Dorotea Javiera García-Huidobro Morandé (b. 1759).
9. María Magdalena de las Mercedes García-Huidobro Morandé (b. 1763).
10. Ana Margarita García-Huidobro Morandé.
11. Francisca Javiera García-Huidobro Morandé.
12. Pedro García-Huidobro (n. Cádiz antes de 1735), hijo natural.